# Найбільші організми

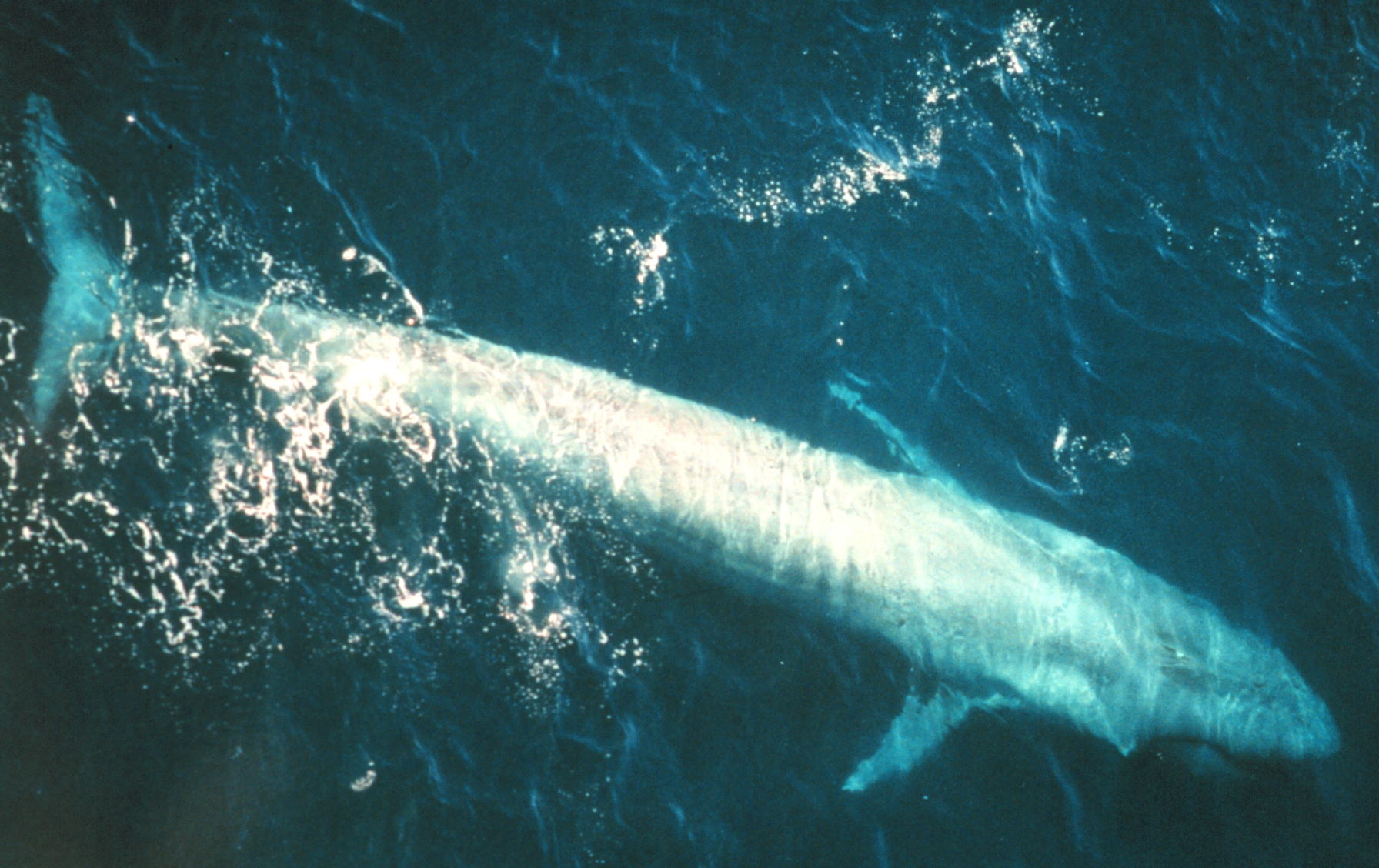
Синій кит досягає 33 м в довжину і маси понад 150 т

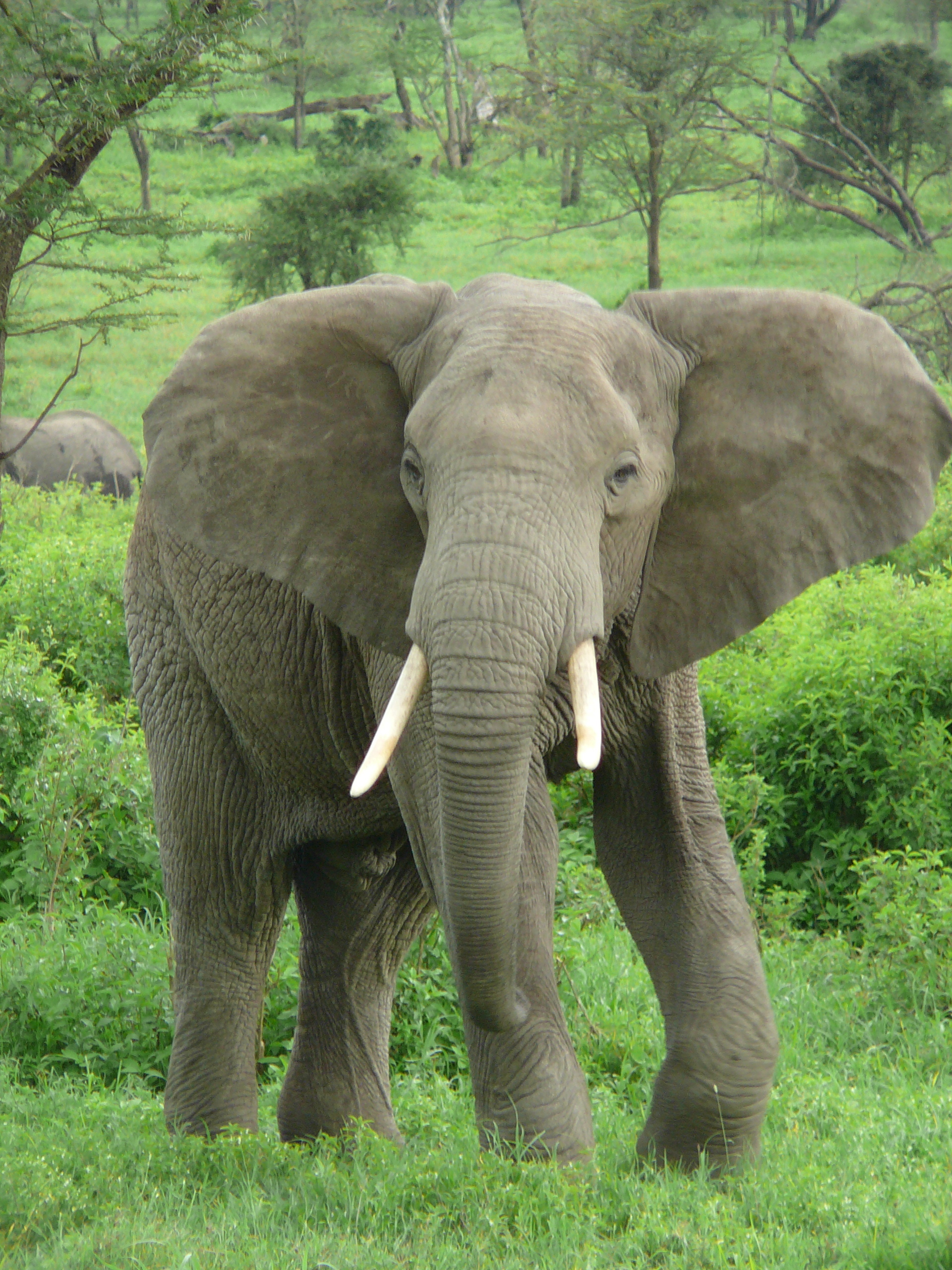
Саванний слон — найбільший сухопутний ссавець: маса досягає 12,24 т

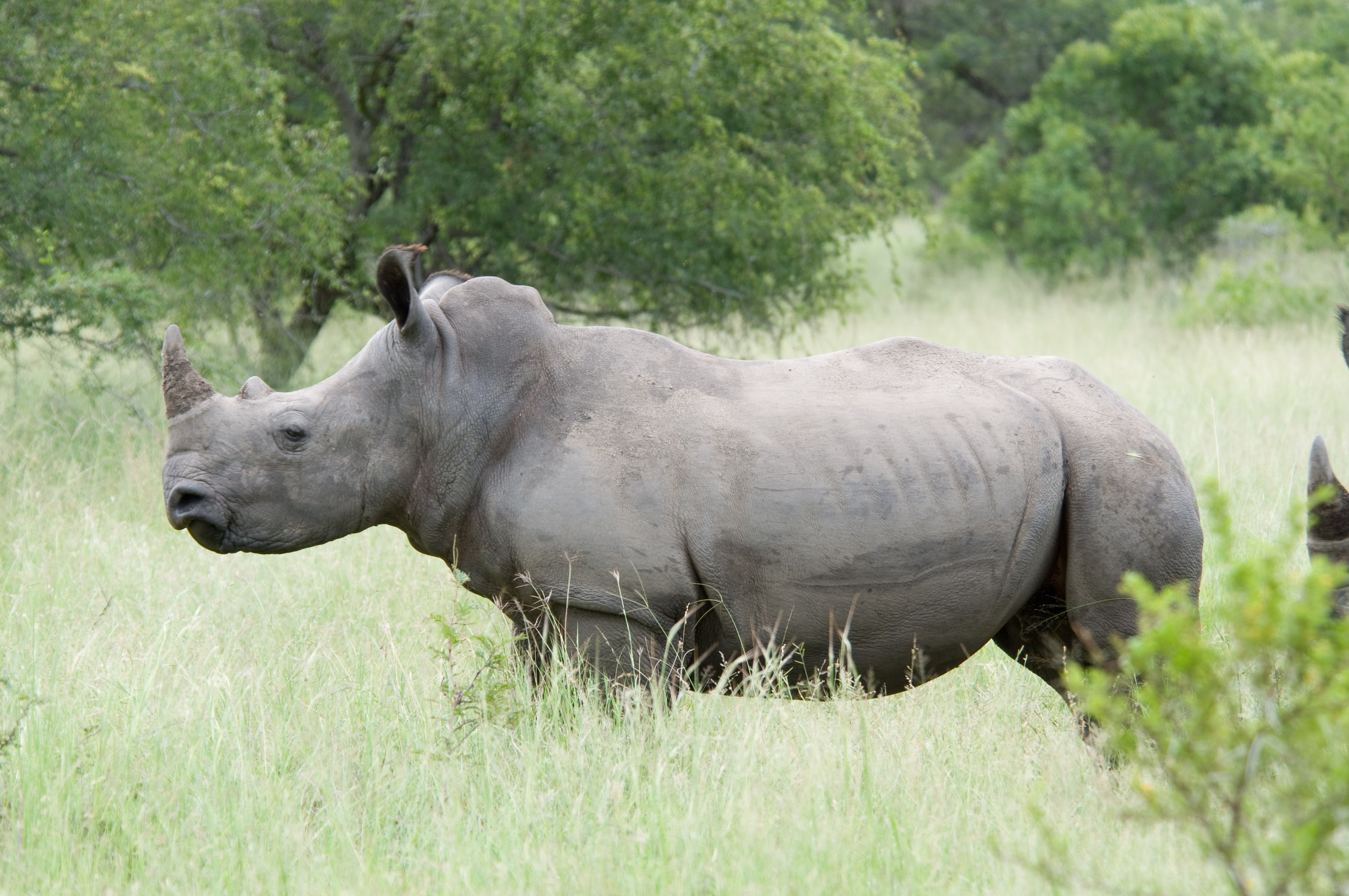
Білий носоріг досягає маси понад 4 т, є найбільшою непарнокопитною твариною

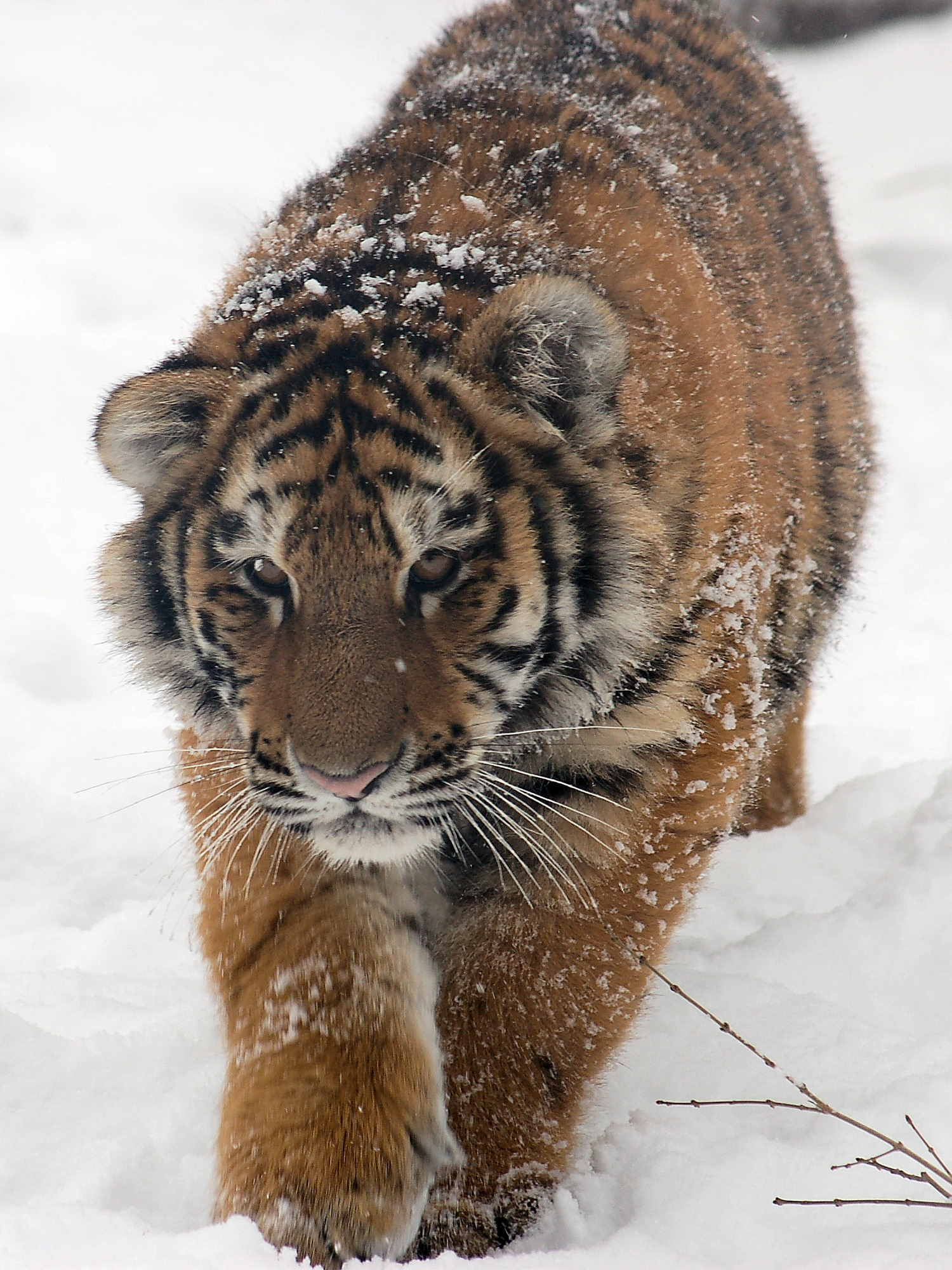
Амурський тигр досягає маси понад 200 кг, є найбільшою кішкою у світі

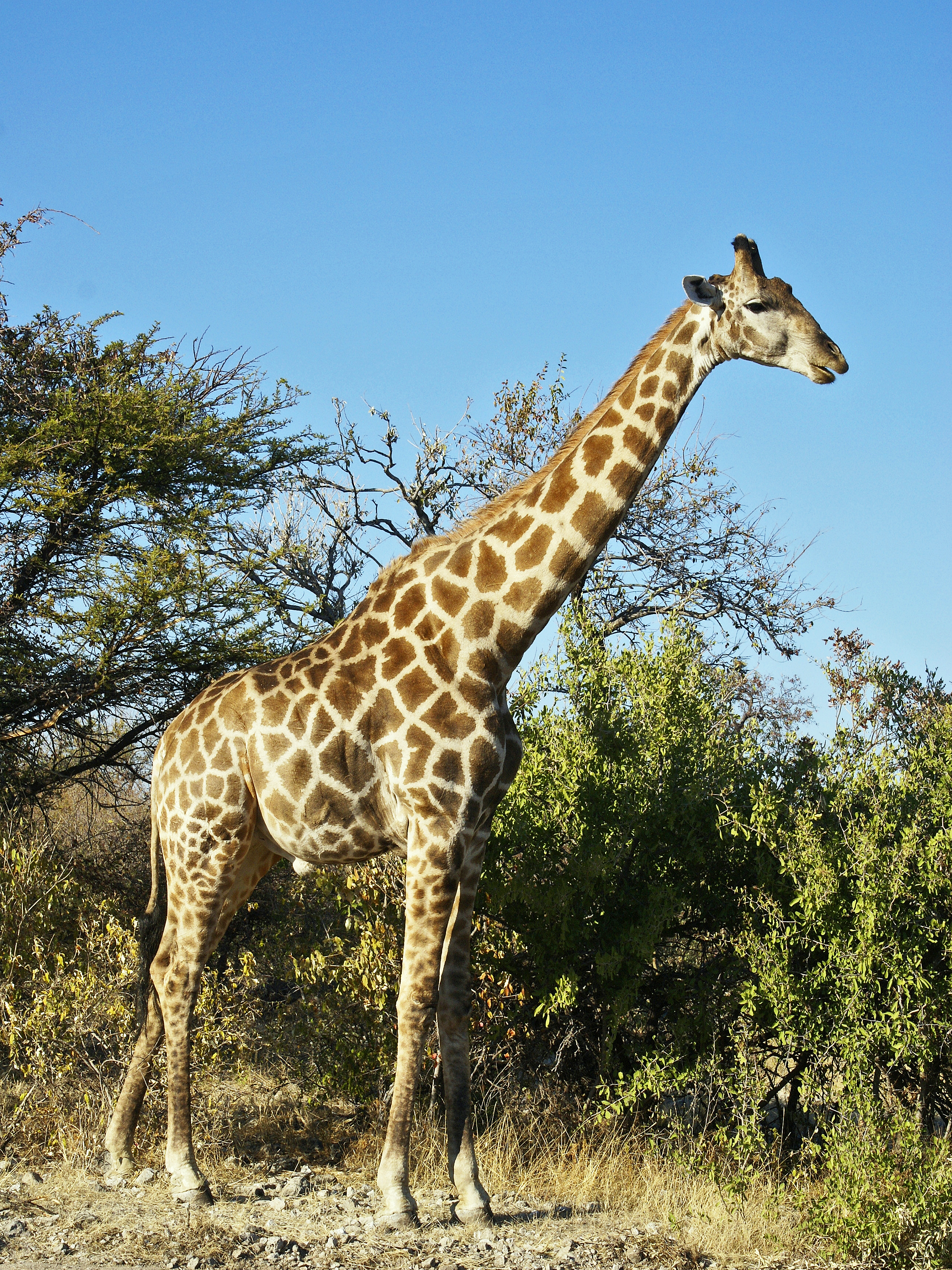
Жирафа є найвищою твариною: до 5,8 м

Найбільші організми — це список усіх тварин, рослин і інших організмів, що живуть на Землі, які мають максимальні ознаки у своїх класах (рядах) за такими параметрами, як вага тіла, довжина, зріст.

## Хребетні

### Ссавці
Найбільшим представником ссавців є синій кит (голубий кит, Balaenoptera musculus). Маючи вагу тіла до 175 т і довжину до 33 м, синій кит є, можливо, найбільшою за вагою відомою твариною, яка будь-коли жила на Землі (його конкурентом тут є брухаткайозавр і амфіцелія, ящеротазові динозаври з пізньої юри і крейди), і найбільшим і за вагою, і за довжиною за останні 90 млн років. Найбільшим з будь-коли здобутих китів виявилась самиця, виловлена поблизу Південних Шетландських островів в 1926 році. Її довжина від розвилки хвостового плавця до кінця рила становила 33,27 м, вага 176792 кг.
- Хоботні: Найбільшою сучасною сухопутною твариною є африканський слон (Loxodonta africana). Найбільшою особиною з будь-коли зареєстрованих у «Книзі рекордів Гіннесса» був самець, застрелений 7 листопада 1974 року в Мукуссо (Ангола), його вага становила 12,24 т[6].
- Непарнокопитні: Найбільшим сучасним видом ряду непарнокопитні, як втім, і усіх копитних разом узятих, є білий носоріг (Ceratotherium simum). Найбільші представники цього виду можуть досягати 4,5 т, 4,7 м в довжину, і 2 м у висоту[7].
- Парнокопитні: Найбільшим сучасним видом ряду парнокопитні є бегемот (Hippopotamus amphibius), він досягає ваги в 4,5 т, 4,8 м завдовжки і 1,66 м заввишки[8]. Найвищим ссавцем і твариною взагалі є жирафа (Giraffa camelopardalis), зріст якої сягає 5,8 м, при вазі тіла до 2 т[9].
- Примати: Горилла східна низинна (Gorilla beringei graueri) є найбільшим сучасним приматом. Максимально вага диких самців горили може перевищувати 225 кг, при зрості 1,8 м. Викопний Gigantopithecus був ще більший, можливо, до 3 м заввишки при вазі від 300 до 550 кг. Він з'явився близько 5 млн років тому, а останні його рештки віком коло 300 тис. років знаходять в Індії та Китаї.
- Яйцекладучі: Найбільшою серед сучасних яйцекладучих є проєхидна (Zaglossus bruijni), важить до 16,5 кг і має довжину до 1 м[10]. Однак серед викопних були більш крупні представники яйцекладучих ссавців, наприклад, вимерлий вид Zaglossus hacketti (Австралія), ймовірно, важив 100 кг.
- Сумчасті: Найбільшим серед сучасних сумчастих є рудий кенгуру (Macropus rufus) з вагою тіла до 100 кг (звичайно до 85 кг) зростом до 1,92 м (зазвичай близько 1,4 м)[11].
- Хижі: Білий ведмідь — найбільший наземний представник ссавців ряду хижих (якщо ж враховувати і водні види хижих, то першість переходить до південного морського слона, у якого самці сягають 6 м завдовжки, та важать 4 т[12]). Довжина білого ведмедя сягає 3 м, вага до 1 т. Зазвичай самці важать 400—450 кг; довжина тіла 2-2,5 м, висота в холці до 130—150 см[13].

Тигр — найбільший і найважчий з сучасних представників родини котових. Найбільша відома довжина тіла найбільшого підвиду тигра — амурського — становить 317 см, а разом з хвостом — 420 см. Висота у холці до 1,15 м. Дорослий самець в природі звичайно важить від 180 до 250 кг. Зареєстровані самці вагою в 325, 340, 350 і 360 кг.

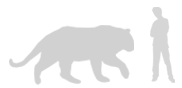
Амурський тигр порівняно з людиною ростом 183 см

- Гризуни: Капібара є найбільшим сучасним гризуном. Довжина тіла дорослої капібари сягає 1-1,35 м, висота в холці — 50-60 см. Самці важать 34—63 кг, а самиці — 36-65,5 кг (вимірювання здійснювали у венесуельських льяносах)[15].
- Інші ссавці: Ендрюзарх, що жив у верхньому еоцені й належить, за сучасними дослідженнями, до китопарнокопитних, вважається найбільшим відомим сухопутним хижим ссавцем всіх часів[16]. Довжина його черепа становила 83 см[17], а загальна довжина тіла ймовірно дорівнювала 3,8 м[18]. Paraceratherium — рід велетенських (до 7 метрів завдовжки) викопних безрогих носорогів з підродини Індрикотеріїв родини Гіракодонтових. Найбільший з сучасно-відомих сухопутних ссавців за всі часи.

### Птахи
Найбільшим представником сучасних птахів є африканський страус (Struthio camelus), що сягає 2,7 м заввишки і важить до 156 кг.
Мандрівні альбатроси (Diomedea exulans) сягають 117 см завдовжки і мають найбільший серед птахів розмах крил — до 350 см.
Чорний гриф (Aegypius monachus) має довжину тіла 98-120 см і розмах крил 270—310 см при вазі 7-14 кг, це найбільший літаючий птах.
Андський кондор (Vultur gryphus) — найбільший літаючий птах у Західній півкулі; незважаючи на те, що його довжина від дзьоба до хвоста в середньому на 5 см коротша, ніж у каліфорнійського кондора, за розмахом крил (274—310 см) він значно перевершує свого найближчого родича. До того ж він важчий — маса самців досягає 11-15 кг, самок — 7,5-11 кг. Довжина дорослих птахів варіює в межах від 117 до 135 см.

### Плазуни
Найбільшим представником сучасних плазунів є гребінчастий крокодил (Crocodylus porosus), який сягає більш ніж 5 м завдовжки. Найбільші представники цього виду важили 1,36 т і мали довжину 6,3 м.

### Земноводні
Див. Китайська велетенська саламандра, Японська велетенська саламандра

### Риби
Найбільшим представником надкласу Риби (у відповідності до сучасних принципів кладистики — парафілетичної групи) є китова акула, сягає завдовжки 12-14 м, можливо, до 18 м і навіть 20 м.
Риба-місяць — найбільша сучасна костиста риба. У Книзі рекордів Гіннеса наводяться дані щодо риби-місяць, спійманої 18 вересня 1908 року неподалік від Сіднею, довжина якої становила 3,3 м, відстань між плавцями — 4,26 м, а вага 2235 кг.

## Безхребетні

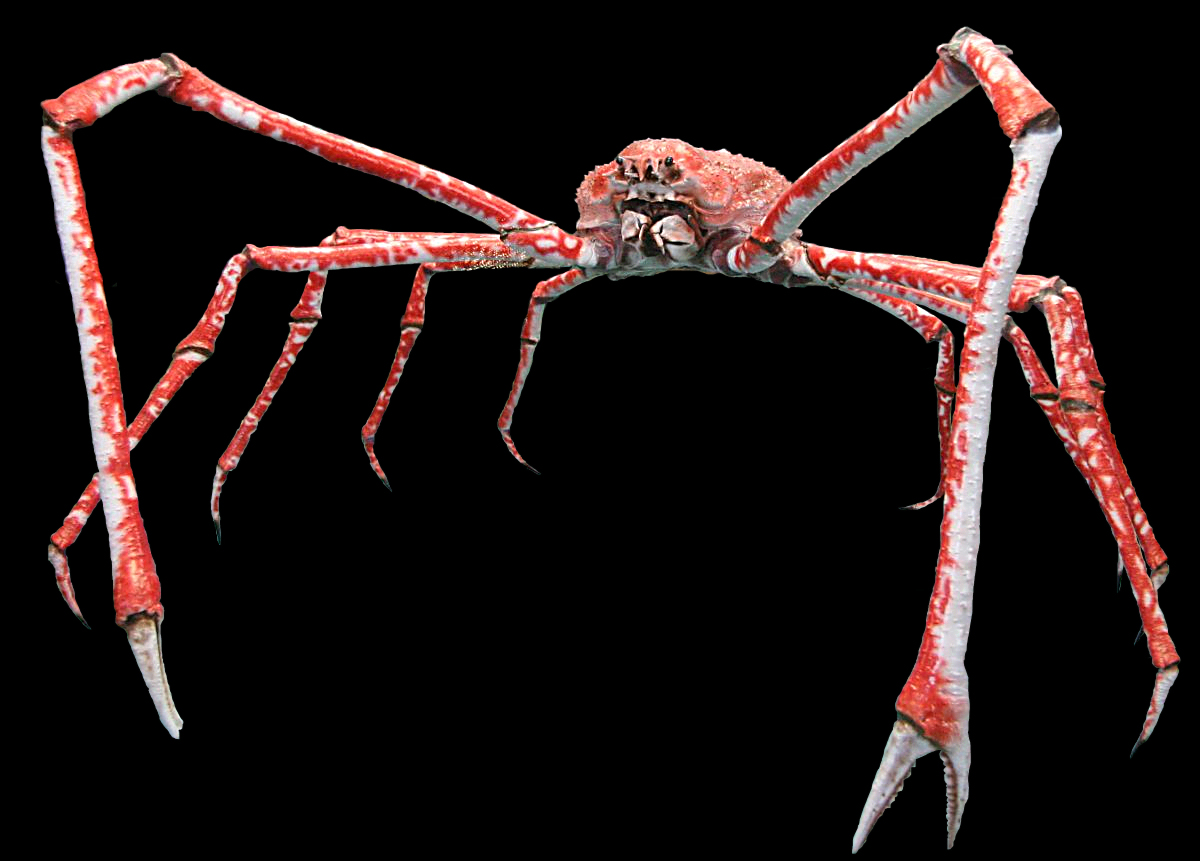
Японський краб-павук — 45 см довжина Карапаксу і 3 м розмах першої пари ніг

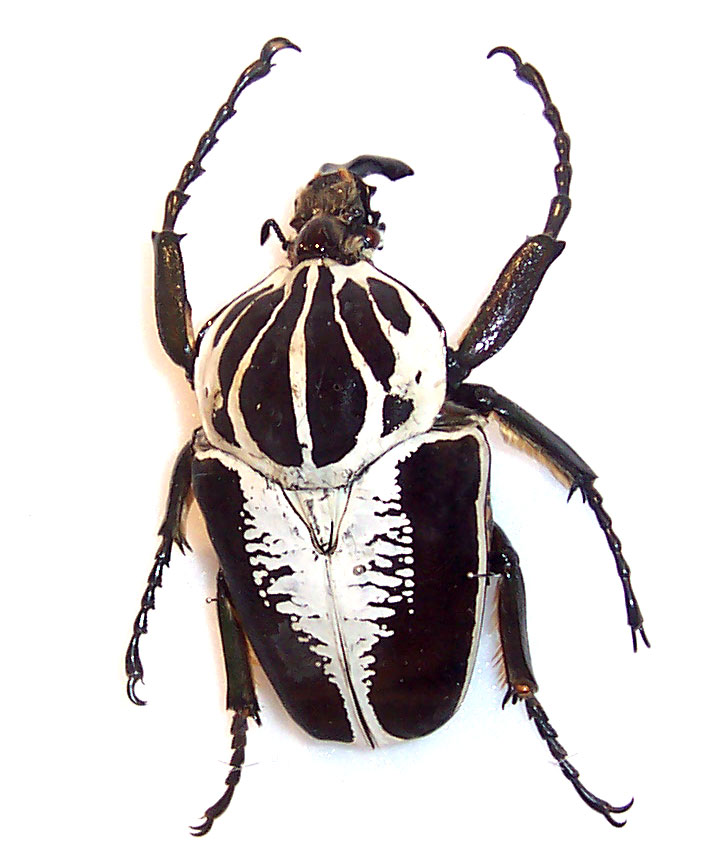
Жук-голіаф виду Goliathus regius — найважчий жук у світі

### Членистоногі

#### Ракоподібні
Найбільшим представником класу ракоподібних і усіх членистоногих є японський краб-павук (Macrocheira kaempferi). Великі особини досягають 45 см довжини карапаксу і 3 м в розмаху першої пари ніг.

#### Комахи
- Паличники : Найбільшою комахою є паличник виду Phobaeticus chani (Борнео), який сягає разом з витягнутими кінцівками 56,7 см завдовжки[32]. Довжина власне тіла становить 35,7 см[33].

- Жуки: Одним з найбільших жуків у світі вважається дроворуб-титан (Titanus giganteus) з Південної Америки, що сягає 167 мм завдовжки[34]. Найбільшим жуком також є південноамериканський жук-Геркулес (Dynastes hercules), окремі самців цього виду сягають завдовжки 171 мм[35]. Найбільшим також є бразильський вусач великозуб (Macrodontia cervicornis), максимальною зареєстрованою довжиною самця 169 мм (особина з колекції J.Sticher, Германия)[36]

Найважчі жуки у світі — окремі особини самців ряду видів жуків-голіафів, які сягають завдовжки 95-100 мм, (Goliathus regius до 116 мм) за життя можуть важити, згідно одним даним до 47 г, а згідно іншим — до 80-100 г.
- Метелики: Найбільшим за розмахом крил метеликом у світі є південноамериканська тропічна совка — совка агриппіна (Thysania agrippina)[40], розмах її крил до 280 мм[41].

Найбільшим за розмахом крил денним метеликом є птахокрилка королеви Олександри (Ornithoptera alexandrae). У Лондонському музеї природної історії зберігається жіноча особина з розмахом крил 273 мм, що робить цей вид найбільшим представником групи булавовусих (денних) лускокрилих. Також до найбільших денних метеликів належить парусник антимах (Papilio antimachus) з Центральної] Африки. За рахунок сильно витягнутої вершини передніх крил, їхній розмах у окремих самців може сягати 250 мм. Павлиноочка цезар (Attacus caesar), розповсюджена на Мінданао — одному з Філіппінських островів: максимальний розмах крил самиць цього виду може сягати 255 мм. Самиці павлиноочки Геркулес (Coscinocera hercules), що мешкає в Австралії і Новій Гвінеї, мають найбільшу площу крил — до 263,2 см².
Павлиноочка атлас (Attacus atlas) — найбільші самиці цього виду можуть мати розмах крил до 240 мм.
- Шкірястокрилі: Найбільша вуховертка у світі Лабідура гігантська (Labidura herculeana). Довжина її тіла сягає 8 см. Ендемік Острова Святої Олени[44].

- Бджоли: Найбільша бджола у світі це Megachile pluto (Megachilidae) з Індонезії. Довжина тіла самиць 39 мм, а розмах крил 63 мм. Цю бджолу також називають Wallace's Giant Bee[45].

- Мурашки

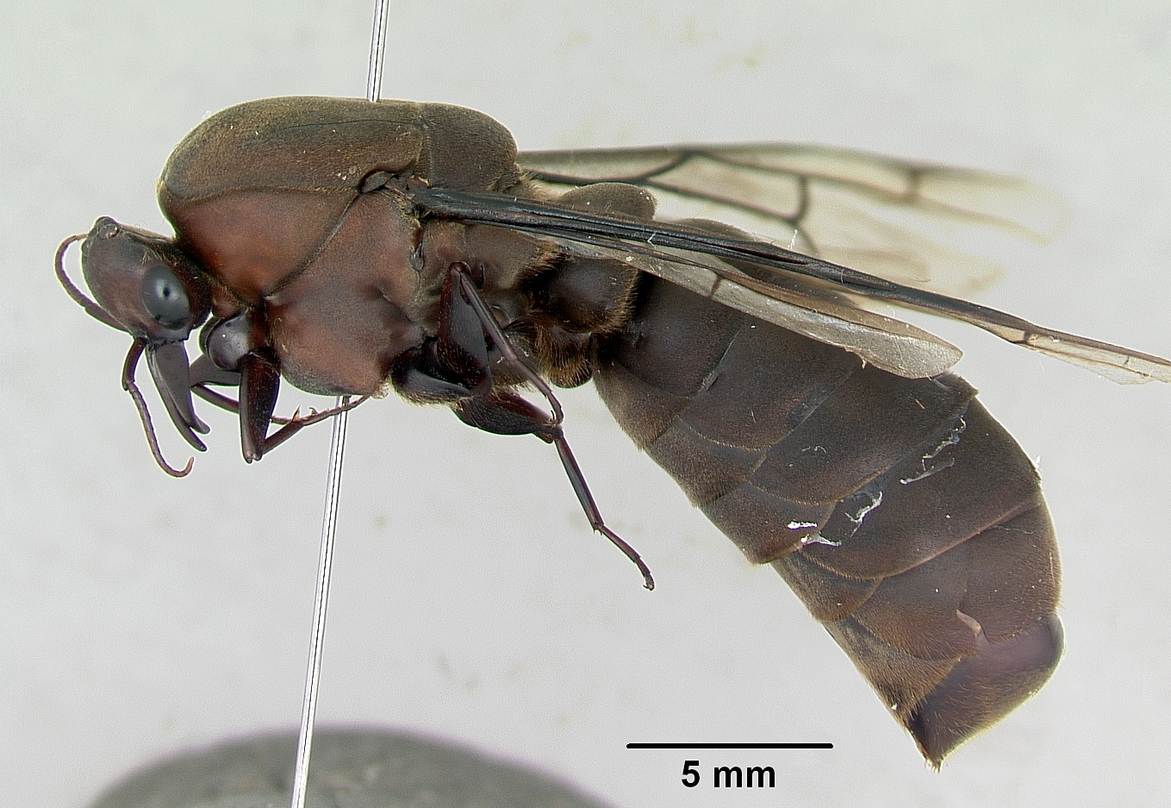
Dorylus nigricans

: Одним з найбільших представників родини є вид (Camponotus gigas) розмір робочих особин якого становить близько 20 мм, самців — 18,3 мм, солдатів — 28,1 мм, матки — до 31,3 мм. Також найбільшими мурашками є динопонера гігантська (Dinoponera gigantean) і Paraponera clavata, що сягають завдовжки 25-30 мм. Самці з африканського роду Dorylus можуть сягати завдовжки 3 см, а матки (королеви) в осілу фазу в момент дозрівання яєць мають дуже збільшене черевце і загальну довжину до 5 см. Однак найбільшими в історії є викопні мурашки роду Formicium. Їхні самки досягали 7 см в довжину, а крила мали розмах до 15 см.
- Двокрилі (Diptera): Найкрупнішим представником ряду Двокрилі є неотропічний вид мух Gauromydas heros[en] (Asiloidea, Mydidae), чиє тіло досягає завдовжки 6 см (2½ дюйми), а розмах крил становить 10 см (4 дюйми)[51]. Зустрічається цей вид у Болівії і Бразилії[52]. Більш крупних розмірів може досягати вид комарів-довгоніжок Holorusia brobdignagius (Tipulidae) (довжина з ногами до 23 см), але він набагато тонший і має меншу масу, ніж Gauromydas.

### Немертини
- Вид Lineus longissimus сягає 60 м завдовжки, що робить його найдовшою твариною на планеті[53].

### Круглі черви
- Довжину понад 8 м має нематода Placentonema gigantissima, що паразитує у плаценті кашалота[54].

### Кишковопорожнинні
- Вид медуз волохата ціанея (Cyanea capillata) має щупальці, що досягають 36 м завдовжки, це робить її однією з найдовших тварин[55][56][57]. Волохата ціанея —найбільша медуза Світового океану. Трапляються особини з куполом завширшки майже 2 м. Звичайно ціанеї не виростають більше 50-60 см.

Схожа за розмірами (можливо, важча) медуза Nemopilema nomurai мешкає у Східно-Китайському і Жовтому морях. Її купол сягає завширшки 2 м, а вага становить 200 кг.

### Молюски

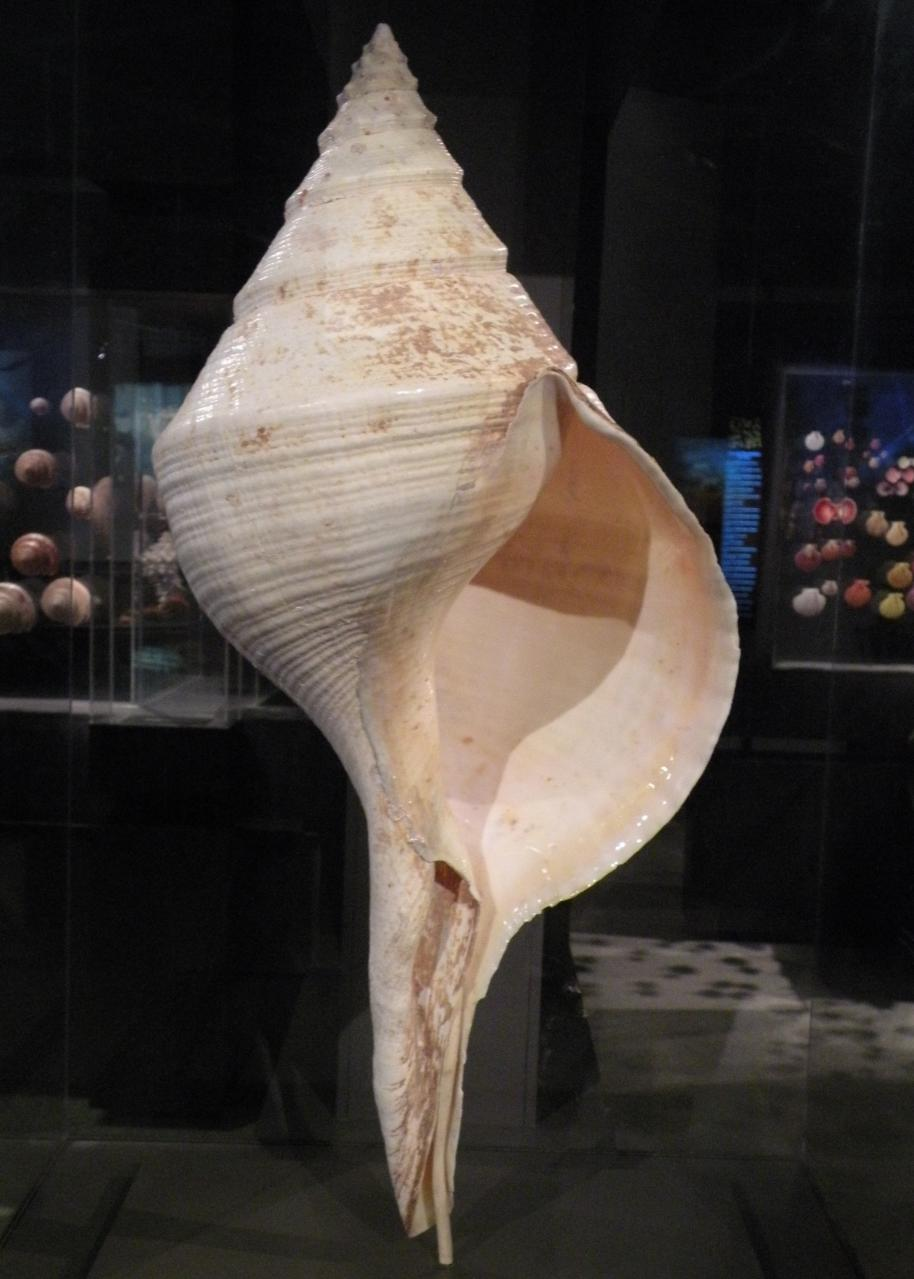
Syrinx aruanus

#### Черевоногі молюски
Гігантський австралійський трубач (Syrinx aruanus) є найбільшим у світі черевоногим молюском. Висота мушлі досягає 91 см, а її маса з молюском — до 18 кг. Більшість раковин досягають довжини близько 25 см.

#### Двостулкові молюски
Найкрупнішим двостулковим молюском є тридакна велетенська (Tridacna gigas) Найбільшу особину цього виду завдовжки 138 см, було знайдено в 1817 році на північно-західному узбережжі Суматри. Її мушля важила приблизно 230 кг, а загальна вага живого молюска склала 250 кг. Інша надзвичайно велика особина тридакни було знайдена в 1956 році обабіч японського острова Ісігакі. Стулки її мушлі сягали завдовжки 115 см і важили 333 кг.

#### Головоногі молюски

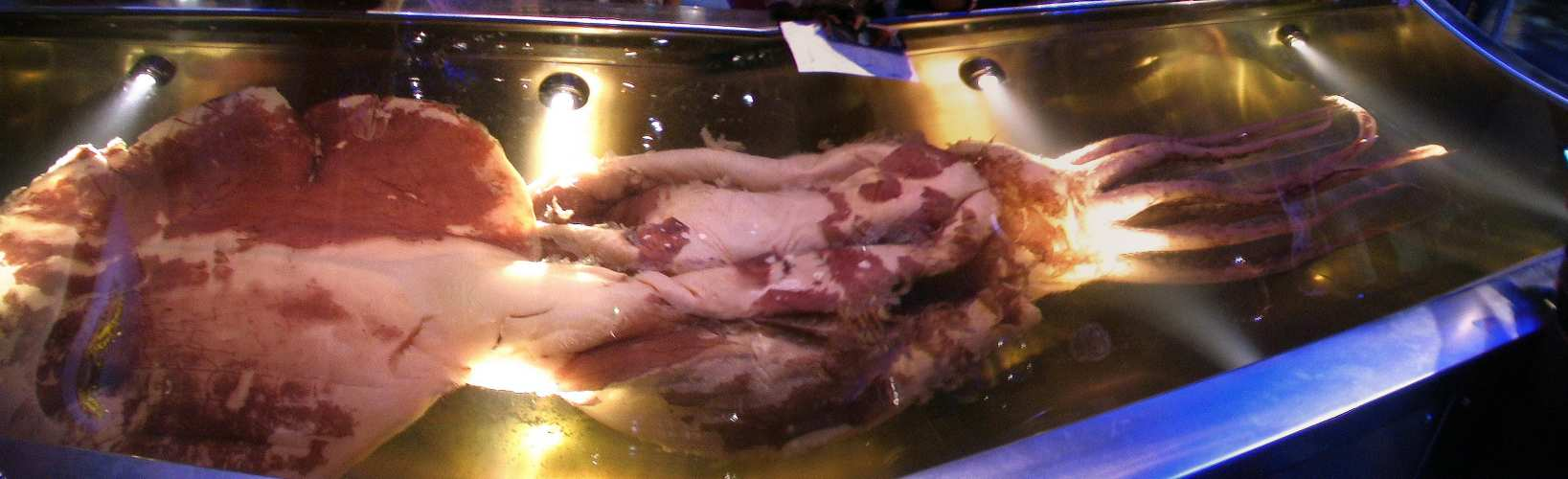
Антарктичний архітеутис.

Найбільшим головоногим молюском у світі є антарктичний архітеутис (велетенський кальмар, Mesonychoteuthis hamiltoni). У 2007 році в антарктичних водах новозеландські рибалки виловили найбільшого з будь-коли спійманих антарктичних велетенських кальмарів завдовжки близько 10 м і вагою в 494 кг (за початковими даними — 450 кг).

## Рослини

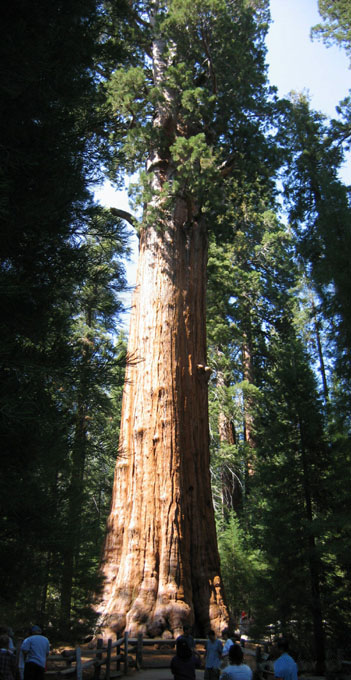
Секвоядендрон «Генерал Шерман», у парку Sequoia National Park

Найбільшими рослинами сучасності є Секвоядендрон (секвоядендрон гігантський, мамонтове дерево, Sequoiadendron giganteum), секвоя і евкаліпт. Найбільша особина секвоядендрона має висоту 94,9 м і діаметр 8,98 м; дерево, що носить ім'я «Генерал Шерман» має об'єм 1487 м³.
Секвоя (Sequoia sempervirens) досягає у висоту понад 100 м. Найвище дерево на Землі — секвоя, виявлена влітку 2006 року Кріс Аткінс (англ. Chris Atkins) і Майклом Тейлором (англ. Michael Taylor) в національному парку Редвуд. Висота «Гіперіона» (так було названо дерево) становить 115,5 м (379,1 футів).

### Квіткові рослини
Евкаліпти (Eucalyptus) також можуть мати висоту понад 100 м. Евкаліпт королівський (Eucalýptus régnans) вважається одним із найвищих квіткових рослин на планеті.

### Клональна колонія
Пандо (англ. Pando) — також відома, як тремтячий гігант — клональна  колонія окремого дерева одного з видів тополі (Populus tremuloides), яка визначена як єдиний живий організм з однаковими ДНК-маркерами та єдиною масивною кореневою системою. Фактично явлється найбільшою рослиною і найбільшим живим організмом, хоча висота окремих особин колонії не перевищує кількох метрів.

## Гриби
Найбільше плодове тіло виявлено в 2010 році у агарікоміцетового гриба виду Fomitiporia ellipsoidea (острів Хайнань, Китай). Він є представником ряду Hymenochaetales, які як трутовики ростуть на мертвій деревині. Його вага була між 400 і 500 кг, вік близько 20 років, довжина — 10 м, ширина — 82-88 см, об'єм від 409000 до 525000 см³.
Раніш, до знахідки Fomitiporia, найбільше плодове тіло було знайдено у гриба Rigidoporus ulmarius (підклас Agaricomycetidae, ряд Поліпорові). Його параметри: маса — 284 кг, висота — 1,66 м, обхват — 4,9 м.

## Протисти
Найбільшими представниками одноклітинних істот є деякі протозойні організми (Protozoa) з ряду форамініфер. Один з таких видів, Syringammina fragilissima, може досягати 20 см.

## Бактерії
Найбільшою бактерією є Thiomargarita namibiensis. Цю морську грам-негативну бактерію з групи гамма-протеобактерій було виявлено у донних осадах материкового шельфу поблизу узбережжя Намібії німецьким біологом Хайде Шульц і її колегами з Інституту морської мікробіології імені Макса Планка в Бремені в 1997 році під час дослідного плавання на російському судні «Петр Котцов». Thiomargarita namibiensis має 0,75 мм у поперечнику, що дозволяє розглядіти її неозброєним оком.

## Віруси

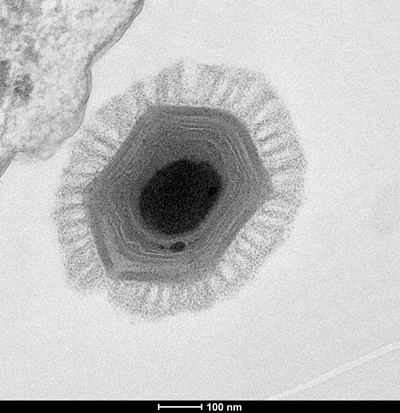
Найбільший вірус (Megavirus chilensis)

Найбільший з відомих вірусів (Megavirus chilensis) знайдено у прибережних водах Чилі. Розмір його частки дорівнює 680 нанометрам, в геномі міститься 1 млн 259 тис. 197 пар нуклеотидів, які кодують 1120 білків.
На початку 2014 року з'явились повідомлення про знахідку ще більшого вірусу — Pithovirus.

## Виноски
1. ↑  З БСЭ|http://bse.sci-lib.com/article011432.html%7Ctitle=Голубой%5Bнедоступне+посилання+з+липня+2019%5D кит
2. ↑  Огромнейший из гигантских — dinomillennium.com. Архів оригіналу за 12 листопада 2014. Процитовано 4 серпня 2015.
3. ↑  Carpenter K. Biggest of the Big: a Critical Re-evaluation of the Mega-sauropod Amphicoelias fragillimus // Paleontology and Geology of the Upper Jurassic Morrison Formation (ed. by J. R. Foster and S. G. Lucas). — New Mexico Museum of Natural History and Science Bulletin. — 2006. — Vol. 36. — P. 131—138.
4. ↑  What is the biggest animal ever to exist on Earth?. How Stuff Works. Архів оригіналу за 4 травня 2012. Процитовано 29 травня 2007.
5. ↑   Соколов В. Е., Арсеньев В. А. Млекопитающие России и сопредельных регионов. Усатые киты. — М.: Наука, 1994. — 208 c. — (Cep. Млекопитающие России и сопредельных регионов). — isbn 5-02-005772-Х (рос.)
6. ↑  Книга рекордов Гиннеса 98. Архів оригіналу за 4 березня 2016. Процитовано 4 серпня 2015.
7. ↑  African Rhinoceros. Safari Now. Архів оригіналу за 21 червня 2012. Процитовано 19 березня 2008.
8. ↑  ADW: Hippopotamus amphibius: Information. Архів оригіналу за 7 березня 2012. Процитовано 4 серпня 2015.
9. ↑  Wallis, Daniel (22 грудня 2007). African giraffes endangered. Reuters. Архів оригіналу за 12 січня 2009. Процитовано 4 серпня 2015.
10. ↑  Ехидна на rarestzoo.blogspot.com. Архів оригіналу за 30 вересня 2020. Процитовано 4 серпня 2015.
11. ↑  Кенгуру на www.helium.com. Архів оригіналу за 28 травня 2008. Процитовано 4 серпня 2015.
12. ↑  Block D., Meyer P.  Mirounga leonina (Southern elephant seal) [Архівовано 7 липня 2004 у Wayback Machine.] — Animal Diversity Web
13. ↑   Соколов В. Е. Систематика млекопитающих. Т. 3. — М.: Высш. шк., 1979. — 528 с.(рос.)
14. ↑   |Гептнер В. Г., Слудский А. А. Млекопитающие Советского Союза. Т. 2, ч. 2. Хищные (гиены и кошки). — М.: Высш. шк., 1972. — 552 с.(рос.)
15. ↑  Mones A. and Ojasti J. Hydrochoerus hydrochaeris [Архівовано 22 червня 2010 у Wayback Machine.]. — Mammalian Species. — 1986. — No. 264: — Р. 1-7. Published by The American Society of Mammalogists.
16. ↑  Кэрролл Р. Палеонтология и эволюция позвоночных: В 3-х тт. Т. 3. — М.: Мир, 1993. — 312 с. — isbn 5-03-001819-0. — С. 90.(рос.)
17. ↑  Разнообразие млекопитающих. Ч. III. http://zmmu.msu.ru/files/images/musei/publication/divers_mammals-3.pdf [Архівовано 4 березня 2016 у Wayback Machine.] / О. Л. Россолимо, И. Я. Павлинов, С. В. Крускоп, А. А. Лисовский, Н. Н. Спасская, А. В. Борисенко, А. А. Панютина. — М.: Изд-во КМК, 2004. — 408 с. — (Разнообразие животных. — isbn 5-87317-098-3. — С. 785.(рос.)
18. ↑  Черепанов Г. О., Иванов А. О. Ископаемые высшие позвоночные. / 2-е изд. — СПб.: Изд-во С.-Петерб. ун-та, 2007. — 202 с. — isbn 978-5-288-04308-6. — С. 159.(рос.)
19. ↑  birding.com [Архівовано 2 березня 2007 у Wayback Machine.] records
20. ↑  Robertson C. J. R. Albatrosses (Diomedeidae) // Hutchins Michael. Grzimek's Animal Life Encyclopedia. 8 Birds I Tinamous and Ratites to Hoatzins (2 ed.). — Farmington Hills, MI: Gale Group, 2003. — Р. 113—116, 118—119. ISBN 0-7876-5784-0.
21. ↑  Dunn Jon L.; Alderfer Jonathon. Accidentals, Extinct Species // Levitt Barbara. National Geographic Field Guide to the Birds of North America (fifth ed.). — Washington D.C.: National Geographic Society, 2006. — Р. 467. — ISBN 978-0-7922-5314-3.
22. ↑  Snow D. W. & Perrins C. M. The Birds of the Western Palearctic. — Concise Edition, 1998. — OUP — ISBN 0-19-854099-X.
23. ↑  del Hoyo J., Elliott A., & Sargatal, J., eds. Handbook of the Birds of the World. Vol. 2. — Barcelona: Lynx Edicions, 1994. — ISBN 84-87334-15-6.
24. ↑  Ferguson-Lees James; Christie David A. Raptors of the World. — Boston: Houghton Mifflin, 2001. — ISBN 0-618-12762-3.
25. ↑  Lutz Dick. Patagonia: At the Bottom of the World. [Архівовано 16 вересня 2014 у Wayback Machine.]. — DIMI Press, 2002. — Р. 71-74.
26. ↑  Hilty Stephen L. A Guide to the Birds of Colombia. [Архівовано 21 серпня 2011 у Wayback Machine.] Princeton Univ. Press, 1977. — 88. — ISBN 0-691-08372-X.
27. ↑  Crocodylus porosus (Schneider, 1801) [Архівовано 8 січня 2006 у Wayback Machine.], by Adam Britton from the Crocodilian Species List.
28. ↑  Книга Рыбы мировой фауны}}
29. ↑  Rhincodon typus Smith, 1828 (англ.). Fish Base. Архів оригіналу за 1 квітня 2016. Процитовано 221 августа 2011. {{cite web}}: Cite має пустий невідомий параметр: |datepublished= (довідка)
30. ↑  Wood. The Guinness Book of Animal Facts and Feats. Sterling Pub Co Inc, 1983. — ISBN 978-0-85112-235-9
31. ↑  Рупперт Э. Э., Фокс Р. С., Барнс Р. Д., Зоология беспозвоночных: функциональные и эволюционные аспекты. Т. 3: Членистоногие. — М.: Изд. центр «Академия», 2008. — 496 с.(рос.)
32. ↑  World's longest insect revealed. Музей естествознания (Лондон). 18 жовтня 2011. Архів оригіналу за 19 березня 2012. Процитовано 8 грудня 2009.(англ.)
33. ↑  Bragg P. E. (2008) // Hennemann & Conle. Revision of Oriental Phasmatodea: The tribe Pharnaciini Günther, 1953, including the description of the world's longest insect, and a survey of the family Phasmatidae Gray, 1835 with keys to the subfamilies and tribes (Phasmatodea: «Anareolatae»: Phasmatidae). — Zootaxa. — vol. 1906. — Р. 1-316. Abstract. [Архівовано 17 грудня 2008 у Wayback Machine.]
34. ↑   Vanessa Hequet. Longicornes de Guyane — Cayenne, 1996.
35. ↑  HirokA FF — 171mm Dynastes hercules hercules. Архів оригіналу за 16 листопада 2015. Процитовано 4 серпня 2015.
36. ↑  http://www.coleop-terra.com - The world largest beetles. Архів оригіналу за 5 грудня 2011. Процитовано 4 серпня 2015. {{cite web}}: Зовнішнє посилання в |title= (довідка)
37. ↑  http://www.beetlesofafrica.com/. Архів оригіналу за 22 жовтня 2013. Процитовано 4 серпня 2015. {{cite web}}: Зовнішнє посилання в |title= (довідка)
38. ↑  Coleopterra Giant Beetles Goliathus goliatus. Архів оригіналу за 29 квітня 2011. Процитовано 4 серпня 2015.
39. ↑  Пластинчатоусые (Scarabaeidae). Архів оригіналу за 22 січня 2011. Процитовано 4 серпня 2015.
40. 1 2 3  Каабак Л. В., Сочивко А. В. Бабочки мира. — М.: Аванта+, 2003. — ISBN 5-94623-008-5 (рос.)
41. 1 2 3  
Hugo Kons, Jr. (17 травня 1998). Chapter 32 — Largest Lepidopteran Wing Span. Book of Insect Records (англ.). University of Florida. Архів оригіналу за 18 серпня 2011. Процитовано 4 серпня 2015.
42. ↑  Ornithoptera alexandrae (Queen Alexandra's birdwing) | Natural History Museum. Архів оригіналу за 1 жовтня 2013. Процитовано 4 серпня 2015.
43. ↑   Вейбрен Ландман. Бабочки. Иллюстрированная энциклопедия. — М.: Лабиринт Пресс, 2002. — 272 c. — isbn 5-9287-0274-4 (рос.)
44. ↑  Fabian Haas. The Giant Earwig of St. Helena — The Dodo of the Dermaptera. [Архівовано 17 грудня 2016 у Wayback Machine.]
45. ↑  Messer A. C. Chalicodoma pluto: the world's largest bee rediscovered living communally in termite nests (Hymenoptera: Megachilidae) // J. Kans. Entomol. Soc. — 1984. — Vol. 57. P. 165—168.
46. ↑  www.lasius.narod.ru — Camponotus gigas. Архів оригіналу за 10 серпня 2014. Процитовано 4 серпня 2015.
47. ↑  Kempf W. W. A preliminary review of the ponerine ant genus Dinoponera Roger (Hymenoptera: Formicidae) // Stud. Entomol. — 1971. — Vol. 14. — P. 369—394
48. ↑  Brown B. V.; Feener D. H. Behavior and Host Location Cues of Apocephalus paraponerae (Diptera: Phoridae), a Parasitoid of the Giant Tropical Ant, Paraponera clavata (Hymenoptera: Formicidae) // Biotropica. — 1991. — Vol. 23, No 2. — P. 182—187
49. ↑  Orphan army ants adopted [Архівовано 11 березня 2013 у Wayback Machine.] (The queens of African Dorylus army ants measure 5 centimeters)
50. ↑  Длусский Г. М. Расницын А. П. Палеонтологическая история муравьёв. [Архівовано 26 липня 2012 у Wayback Machine.] XII Всероссийский симпозиум «Муравьи и защита леса». 7-14 августа 2005 г. (г. Новосибирск). — Новосибирск, 2005. — С.49-53.
51. ↑  Wood, Gerald (1983). The Guinness Book of Animal Facts and Feats. ISBN 978-0-85112-235-9.
52. ↑  Gauromydas heros — Mydidae.tdvia.de[недоступне посилання]
53. ↑  Carwardine M. The Guinness Book of Animal Records. — Guinness Publishing, 1995. — P. 232.
54. ↑  
Губанов Н. М. Гигантская нематода из плаценты китообразных — Placentonema gigantissima nov.gen., nov.sp.  [Архівовано 15 грудня 2013 у Wayback Machine.]. — Докл. АН СССР. — 1951. — T. 77, № 6. — С. 1123—1125.
55. ↑  Waterford Today - Rare sighting of a lion’s mane jellyfish in Tramore Bay. Waterford-today.ie. Архів оригіналу за 19 листопада 2007. Процитовано 3 вересня 2010.
56. ↑  [недоступне посилання з квітня 2019]
57. ↑  Lion’s Mane Jellyfish - Reference Library. redOrbit. Архів оригіналу за 21 червня 2012. Процитовано 3 вересня 2010.
58. ↑  Wells F. E., Walker D. I. & Jones D. S. (eds.) 2003. Food of giants — field observations on the diet of Syrinx aruanus (Linnaeus, 1758) (Turbinellidae) the largest living gastropod [Архівовано 3 жовтня 2009 у Wayback Machine.]. The Marine Flora and Fauna of Dampier, Western Australia. Western Australian Museum, Perth.
59. ↑  
Giant Clam: Tridacna gigas. National Geographis Society. Архів оригіналу за 21 червня 2012. Процитовано 2 серпня 2010.
60. 1 2  Knop Daniel. Giant clams a comprehensive guide to the identification and care of Tridacnid clams. — 1996. — P. 31.
61. ↑  
Колоссальный кальмар рекордных размеров схвачен в Новой Зеландии. membrana.ru. Архів оригіналу за 23 березня 2012. Процитовано 13 травня 2010. {{cite web}}: Проігноровано невідомий параметр |datepublished= (можливо, |publication-date=?) (довідка)
62. ↑  
Колоссальный кальмар попадёт в микроволновку. membrana.ru. Архів оригіналу за 23 березня 2012. Процитовано 13 травня 2010. {{cite web}}: Проігноровано невідомий параметр |datepublished= (можливо, |publication-date=?) (довідка)
63. ↑  Gymnosperm Database: Sequoiadendron giganteum. Архів оригіналу за 24 вересня 2010. Процитовано 4 серпня 2015.
64. ↑  Секвоя на www.abc.net.au. Архів оригіналу за 4 липня 2009. Процитовано 4 серпня 2015.
65. ↑  Hyperion, World's Tallest Redwood. Архів оригіналу за 28 березня 2016. Процитовано 4 серпня 2015.
66. ↑  ФлораСССР. — Т. 15. — С. 555—565. Род. Эвкалипт — Eucalyptus.}}
67. ↑  Эвкалипт царственный (Eucalyptus regnans). Архів оригіналу за 2 березня 2014. Процитовано 4 серпня 2015.
68. ↑  Carder, A. (1995). Forest giants of the world: past and present. Ontario: Fitzhenry and Whiteside. ISBN 978-1550410907.
69. ↑  Giant fungus discovered in China. Архів оригіналу за 5 вересня 2018. Процитовано 4 серпня 2015.
70. ↑  Fomitiporia ellipsoidea has the largest fruiting body among the fungi. Архів оригіналу за 3 вересня 2019. Процитовано 4 серпня 2015.
71. ↑   [Архівовано 18 серпня 2011 у Wayback Machine.] (2011).
72. ↑  Deepseanews.com — Xenophyophores. [Архівовано 2 квітня 2012 у Wayback Machine.] (2011).
73. ↑  Michael Marshall (3 лютого 2010). Zoologger: 'Living beach ball' is giant single cell. New Scientist. Архів оригіналу за 15 жовтня 2014. Процитовано 4 серпня 2015.
74. ↑  Schulz H. N.; Brinkhoff T.; Ferdelman T. G.; Mariné M. Hernández; Teske A.; Jørgensen B. B. Dense populations of a giant sulfur bacterium in Namibian shelf sediments //  [Архівовано 26 червня 2010 у Wayback Machine.] Science. — 1999. — Vol. 284, No 5413. — P. 493—495.
75. ↑  Старейший гигант микромира [Архівовано 4 березня 2008 у Wayback Machine.] — Газета.ru
76. ↑  Гигантская докембрийская бактерия все ещё обитает в морях?
77. ↑  Биологи нашли самый большой из известных вирусов. Lenta.ru (рос.). 11 жовтня 2011. Архів оригіналу за 12 жовтня 2011. Процитовано 11 жовтня 2011.